# ヴィンセント (映画)
『ヴィンセント』（Vincent）は、1982年にティム・バートンが製作したストップモーションアニメーションの短編映画である。

## 概要
アニメーターとしてウォルト・ディズニー・カンパニーに在籍していたティム・バートンが原案、脚本、そして監督を務めた短編映画である。
バートン自身、ホラー映画などへの出演で知られる怪奇俳優ヴィンセント・プライスのファンであり、作中では彼にあこがれる少年の苦悩が描かれている。プライス自身もナレーターとして声で出演しているほか、アメリカの怪奇文学小説家エドガー・アラン・ポーも作中にインスパイアされている。
もともと「ポエム」としての原案はあったものの、当初は短編映画としてではなく、子供向けの短い絵本として構想されていた。しかしその後、ストップモーションを用いたアニメーションの短編映画として製作された。アニメーション技法も用いられており、バートン自身が愛する古典ホラー映画へのオマージュも兼ね、カラーではなくモノクロで撮影された。
ヴィンセントはロサンゼルスの映画館で2週間にわたって、マット・ディロン主演の『テックス』と同時上映された。また、ロンドンやシカゴで行われた映画祭にも出品され、そこでも高い評価を得た。
『ナイトメアー・ビフォア・クリスマス』のDVDやBDなどの特典映像内で視聴できる。

## あらすじ
郊外に住むヴィンセント・マロイは7歳の男の子。ごく普通な家に住むごく普通の男の子だが、他の子と違っていたのは怪奇俳優のヴィンセント・プライスに憧れていること。日々、暗い妄想を働かせては不気味に笑う日々。しかし、そんなヴィンセントを母親は理解しようとしない。そんなしがらみもあり、ヴィンセントは次第に不安に駆られるとともに情緒不安定に陥っていく。誰からも理解されない苦しみや増していくヴィンセントへの憧れで、苦悩は日に日に増大し、次第にその不安定な妄想はヴィンセントの中で爆発する。

## 声の出演
- ナレーション - ヴィンセント・プライス

## スタッフ
- 監督・原案・キャラクター設定・脚本：ティム・バートン
- 製作：リック・ヘインリックス
- 音楽：ケン・ヒルトン
- 撮影：ヴィクター・アブラロフ